# 天満橋京町
天満橋京町（てんまばしきょうまち）は、大阪府大阪市中央区の町名。丁番を持たない単独町名である。

## 地理
大阪市中央区の北部に位置。北は旧淀川（大川）を挟んで北区天満橋、西は北浜東、東は大手前、南は石町とそれぞれ接する。
大川に架かる天満橋南詰の地域で、1989年（平成元年）に中央区が誕生するまでは旧東区京橋二丁目であった。地内には京阪電気鉄道・Osaka Metroの天満橋駅があり、2005年（平成17年）には京阪シティモールが開業する。

### 河川

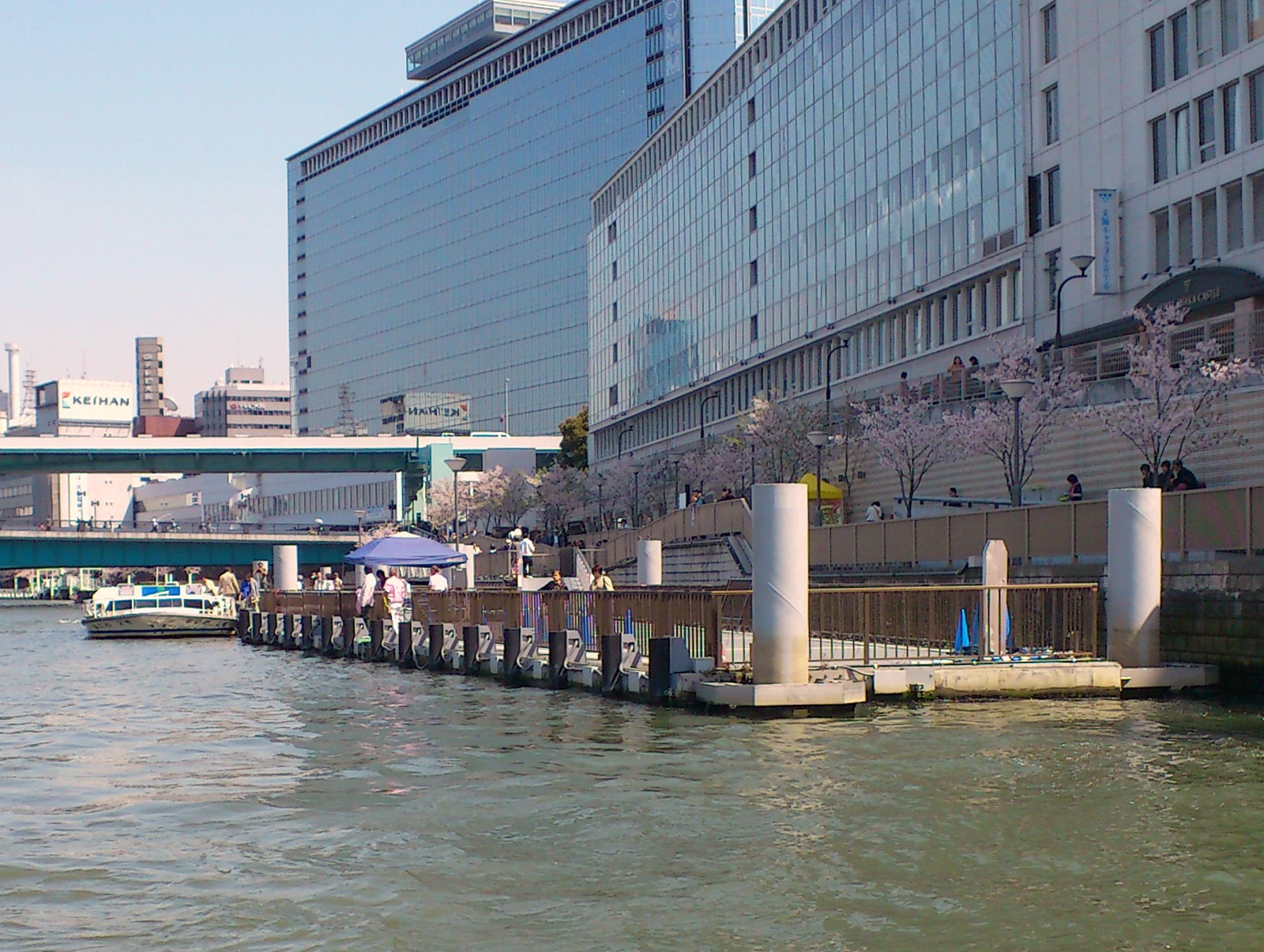
八軒家浜船着場（河口側より）と天満橋駅ビル（京阪シティモール）

- 旧淀川（大川）

## 歴史

### 地名の由来
江戸時代より京橋という町名で、京街道沿いの町であったことに由来する。1989年（平成元年）に中央区が成立した際に、京橋一丁目が大手前一丁目に編入され、同二丁目が天満橋京町、同三丁目が北浜東と改称された。

## 世帯数と人口
2019年（平成31年）3月31日現在の世帯数と人口は以下の通りである。
| 町丁       | 世帯数 | 人口  |
| ---------- | ------ | ----- |
| 天満橋京町 | 72世帯 | 147人 |

### 人口の変遷
国勢調査による人口の推移。
| 1995年（平成7年）  | 57人  | [ 5 ] |  |
| 2000年（平成12年） | 59人  | [ 6 ] |  |
| 2005年（平成17年） | 133人 | [ 7 ] |  |
| 2010年（平成22年） | 151人 | [ 8 ] |  |
| 2015年（平成27年） | 157人 | [ 9 ] |  |

### 世帯数の変遷
国勢調査による世帯数の推移。
| 1995年（平成7年）  | 28世帯 | [ 5 ] |  |
| 2000年（平成12年） | 35世帯 | [ 6 ] |  |
| 2005年（平成17年） | 77世帯 | [ 7 ] |  |
| 2010年（平成22年） | 76世帯 | [ 8 ] |  |
| 2015年（平成27年） | 84世帯 | [ 9 ] |  |

## 事業所
2016年（平成28年）現在の経済センサス調査による事業所数と従業員数は以下の通りである。
| 町丁       | 事業所数  | 従業員数 |
| ---------- | --------- | -------- |
| 天満橋京町 | 250事業所 | 2,759人  |

## 施設

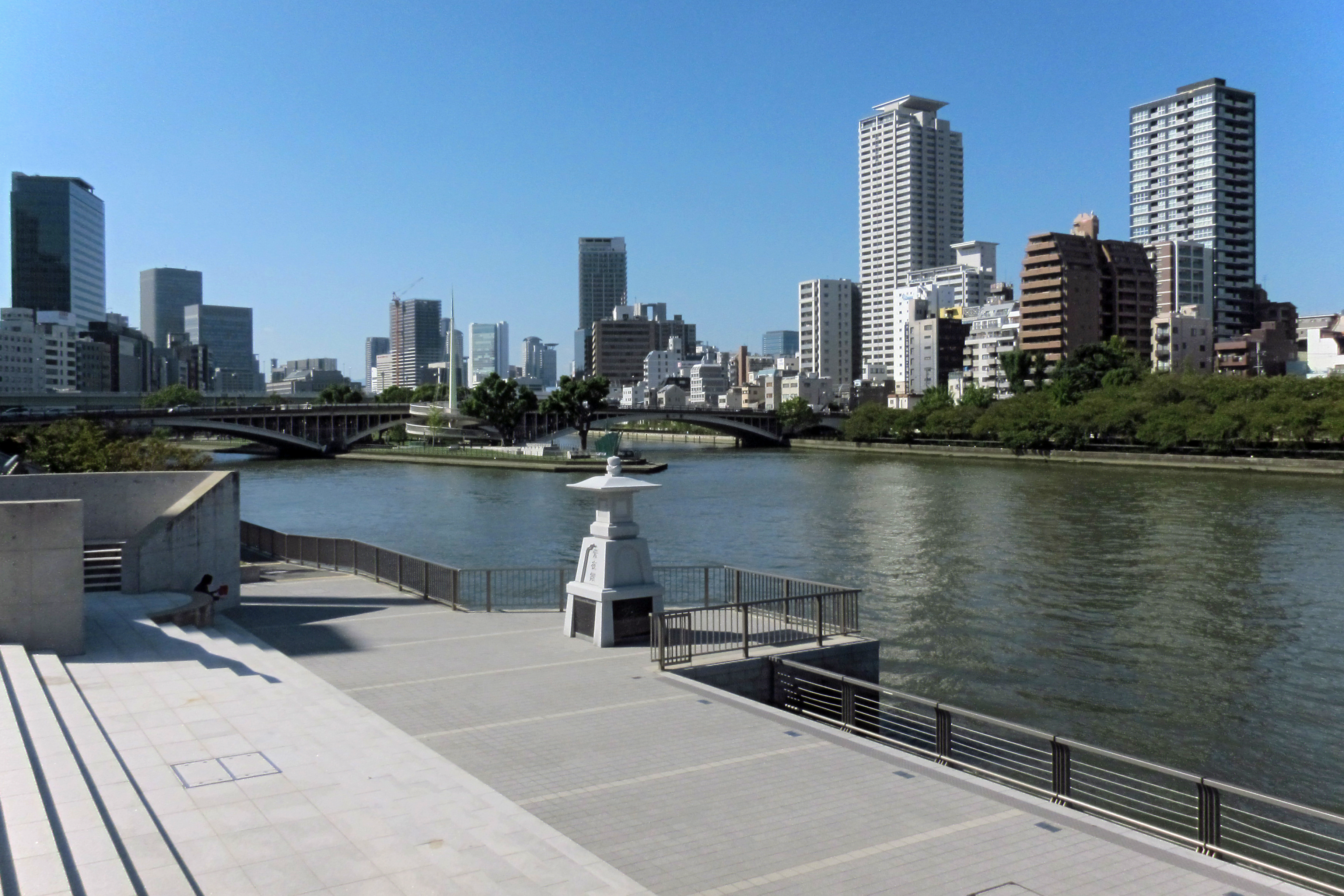
八軒家船着場

### 商業施設
- 京阪シティモール

### 教育機関
- 関西美容専門学校
- 関西ビューティプロ専門学校

### 史跡
- 八軒家船着場

### 企業
- 京阪流通システムズ
- ドクターデヴィアス化粧品

## 交通

### 鉄道
- 京阪電気鉄道・Osaka Metro 天満橋駅

### 道路
主要地方道
- 大阪府道30号大阪和泉泉南線（天満橋筋・谷町筋）
- 大阪府道168号石切大阪線（土佐堀通）

### 橋梁
- 天満橋

## その他

### 日本郵便
- 〒540-0032[3]（集配局：大阪東郵便局[11]）